# Магдалена Сибила Саксонска
Магдалена Сибила Саксонска (на немски: Magdalena Sibylla von Sachsen; * 23 декември 1617,Дрезден; † 6 януари 1668, Алтенбург) от рода на Албертинските Ветини, е принцеса от Курфюрство Саксония и чрез женитби кронпринцеса на Дания и Норвегия и от 1652 до 1668 г. херцогиня на Саксония-Алтенбург.

## Живот
Дъщеря е на курфюрст Йохан Георг I от Саксония (1585 – 1656) и втората му съпруга Магдалена Сибила от Прусия (1587 – 1659), дъщеря на херцог Албрехт Фридрих от Прусия и Мария Елеонора от Юлих-Клеве-Берг.
Магдалена Сибила се омъжва на 5 октомври 1634 г. в Копенхаген за датския кронпринц (от 1610) Кристиан (* 10 април 1603; † 2 юни 1647), син на крал Кристиан IV от Дания и Норвегия. След тринадесет години бракът остава бездетен.
Магдалена Сибила се омъжва втори път на 11 октомври 1652 г. в Дрезден за херцог Фридрих Вилхелм II фон Саксония-Алтенбург (1603 – 1669) от Ернестинските Ветини. Тя е втората му съпруга.
Тя умира на 6 януари 1668 г. в дворец Алтенбург и е погребана в княжеската гробница в дворцовата църква на дворец Алтенбург.

## Деца
Магдалена Сибила и Фридрих Вилхелм II имат децата:
- Кристиан (1654 – 1663)
- Йохана Магдалена (1656 – 1686), ∞ 1671 херцог Йохан Адолф I от Саксония-Вайсенфелс (1649 – 1697)
- Фридрих Вилхелм III (1657 – 1672), херцог на Саксония-Алтенбург